# Jaroslav Vejvoda (spisovatel)
Jaroslav Vejvoda, vlastním jménem Jaroslav Marek (13. září 1940 Praha – 5. dubna 2025) byl český prozaik a scenárista.

## Stručný životopis
V roce 1964 absolvoval Právnickou fakultu Univerzity Karlovy, pak pracoval jako právník. Psal povídky, publicistické texty a pokusil se i o svůj první, oceněný ale nevydaný román. Uveřejnil časopisecky (Plamen, Host do domu) několik povídek.
V roce 1968 už nenastoupil jako redaktor Lidových novin, ale v září emigroval do Švýcarska, kde na Bernské univerzitě studoval právo, sociologii a státovědu. Studia, na první z nich dostal stipendium, nedokončil. Zpočátku se krátce živil jako umývač nádobí, brzy začal pracovat jako knihovník. Od roku 1975 žil v Curychu kde pracoval jako analytik masmédií, lektor a televizní dokumentátor.
Pohyboval se v kruhu českých a slovenských emigrantů – například u českého stolu restaurace "Am Egge" ("Na Rohu", dnes "Madrid"), na rohu Brunngasse a Froschaugasse v curyšském Niederdorfu – ne příliš integrovaných do společnosti v nové zemi, jejichž problémy i z části sdílel a kteří jej inspirovali k jeho povídkám.
V roce 1974 debutoval svou první sbírkou povídek Plující andělé, letící ryby, s předmluvou vydavatele a spisovatele Josefa Škvoreckého, v jeho torontském nakladatelství '68 Publishers. Manželé Škvorečtí vydali i další Vejvodovy sbírky a povídky Osel aneb Splynutí (1977), Ptáci (1981), Zelené víno (1986), Provdaná nevěsta (1991) a jeho scénář Honička : Filmová satira ze života uprchlíků (1985, s Bernardem Šafaříkem).
V polovině 80. let Vejvoda pracoval na oceněných filmech Bernarda Šafaříka, ke kterým spolunapsal scénář.
V letech 1972–2002 spolupracoval s rádiovou stanicí Svobodná Evropa.
V roce 1997 se přestěhoval do Prahy, kde v letech 1997–2000 učil na Institutu základů vzdělanosti Univerzity Karlovy. Jeho kritický pohled se obrátil na problémy české společnosti.
Byl členem mezinárodního PEN klubu a Obce českých spisovatelů. Byl držitelem Evropské medaile za uměleckou činnost, udělovanou Evropským kruhem Franze Kafky, Ceny Evropské unie za umění a literaturu.
Cenu Egona Hostovského obdržel za svůj debut Plující andělé, letící ryby. Další cenou je Cena města Curychu.
V roce 1965 dostal cenu nakladatelství Naše vojsko za sbírku povídek Vzdušné polibky posílati, kniha ale nebyla vydána.